# 蔣焞
蔣焞（？—？），字子厚，廣西桂林府全州人，民籍，明朝政治人物。

## 生平
廣西鄉試第五名舉人。嘉靖三十二年（1553年）中式癸丑科二甲第九十七名進士。

## 家族
曾祖蔣鈺；祖父蔣灌；父蔣棫，貢士。母楊氏。